# Alfred Rainer
Alfred Rainer (ur. 22 września 1987 w Saalfelden am Steinernen Meer – zm. 16 sierpnia 2008 w Innsbrucku) – austriacki narciarz, dwuboista klasyczny.

## Kariera
W 2007 roku zdobył brązowe medale w zawodach indywidualnych na mistrzostwach juniorów w Tarvisio oraz złoty w konkursie drużynowym. Rok wcześniej, podczas mistrzostw juniorów w Kranju wspólnie z kolegami z reprezentacji był drugi w drużynie. Na tej samej imprezie był dziewiąty w Gundersenie i osiemnasty w sprincie.
W zawodach Pucharu Świata zadebiutował 3 lutego 2007 roku, zajmując jedenaste miejsce w starcie masowym. Najlepszy wynik w zawodach tego cyklu osiągnął 24 lutego 2008 w Zakopanem, zajmując dziesiąte miejsce w sprincie. W sezonie 2007/2008 zajął w klasyfikacji generalnej 24. miejsce. Rok wcześniej uplasował się na 36. miejscu.
9 sierpnia 2008 r. doznał poważnych urazów głowy w wypadku na paralotni, spadając z wysokości 20 metrów. Oprócz urazów czaszki, lekarze stwierdzili u 20-letniego Austriaka uszkodzenie płuc oraz wielokrotne złamanie nóg. Rainer zmarł tydzień później w szpitalu w Innsbrucku.
Mówił po niemiecku i angielsku. Interesował się piłką nożną, kolarstwem, muzyką i filmem.

## Osiągnięcia

### Mistrzostwa świata juniorów
| Miejsce | Dzień    | Rok  | Miejscowość | Konkurencja           | Wynik zwycięzcy | Strata      | Zwycięzca        |
| ------- | -------- | ---- | ----------- | --------------------- | --------------- | ----------- | ---------------- |
| 9.      | 1 lutego | 2006 | Kranj       | Gundersen HS109/10 km | 29:59,9 min     | +1:53,9 min | François Braud   |
| 2.      | 3 lutego | 2006 | Kranj       | Sztafeta HS109/4x5    | 55:42,3 min     | +0,3 s      | Niemcy           |
| 18.     | 5 lutego | 2006 | Kranj       | Sprint HS109/5 km     | 13:06,3 min     | +1:06,1 min | Tom Beetz        |
| 3.      | 14 marca | 2007 | Tarvisio    | Gundersen HS109/10 km | 33:26,7 min     | +38,5 s     | Anssi Koivuranta |
| 1.      | 16 marca | 2007 | Tarvisio    | Sztafeta HS109/4x5 km | 1:05:35,0 h     | -           | -                |
| 3.      | 18 marca | 2007 | Tarvisio    | Sprint HS109/5 km     | 15:01,3 min     | +33,8 s     | Eric Frenzel     |

### Puchar Świata

#### Miejsca w klasyfikacji generalnej
- sezon 2006/2007: 36.
- sezon 2007/2008: 24.

#### Miejsca na podium
Rainer nigdy nie stanął na podium zawodów PŚ.